# 贝尔特库尔
贝尔特库尔（法語：Berthecourt，法語發音：[bɛʁtəkuʁ]）是法国瓦兹省的一个市镇，属于博韦区。 

## 地理
贝尔特库尔（49°21'2"N, 2°13'29"E）面积6.97 平方千米，位于法国上法蘭西大區瓦兹省，该省份为法国北部内陆省份，北起索姆省，西接厄尔省和滨海塞纳省，南至塞纳-马恩省和瓦兹河谷省，东临埃纳省。
与贝尔特库尔接壤的市镇（或旧市镇、城区）包括：维莱圣塞皮尔克、科维尼、埃尔姆、穆希勒沙泰勒、诺阿耶、蓬雄。

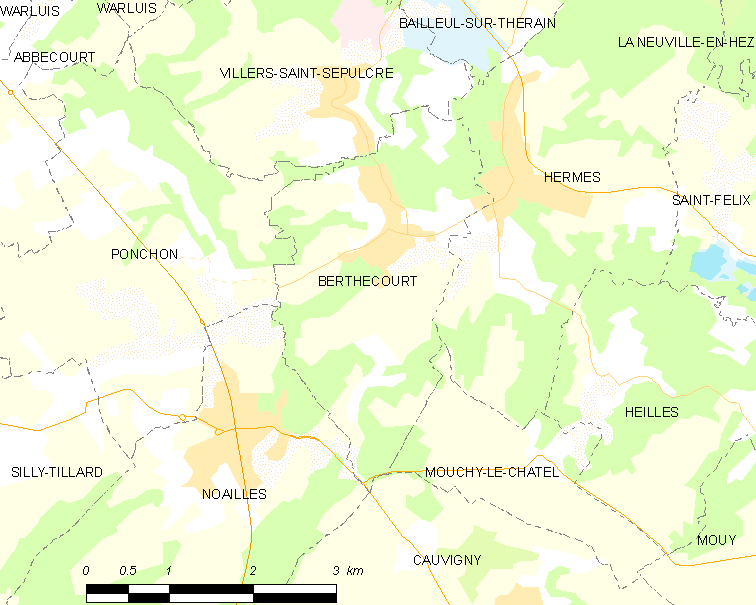
贝尔特库尔的OSM定位图

贝尔特库尔的时区为UTC+01:00、UTC+02:00（夏令时）。

## 行政
贝尔特库尔的邮政编码为60370，INSEE市镇编码为60065。

## 政治
贝尔特库尔所属的省级选区为韦克桑地区肖蒙县。

## 人口

1962-2008年间贝尔特库尔人口变化图示

贝尔特库尔于2022年1月1日时的人口数量为1574人。